# Аэрозольный генератор

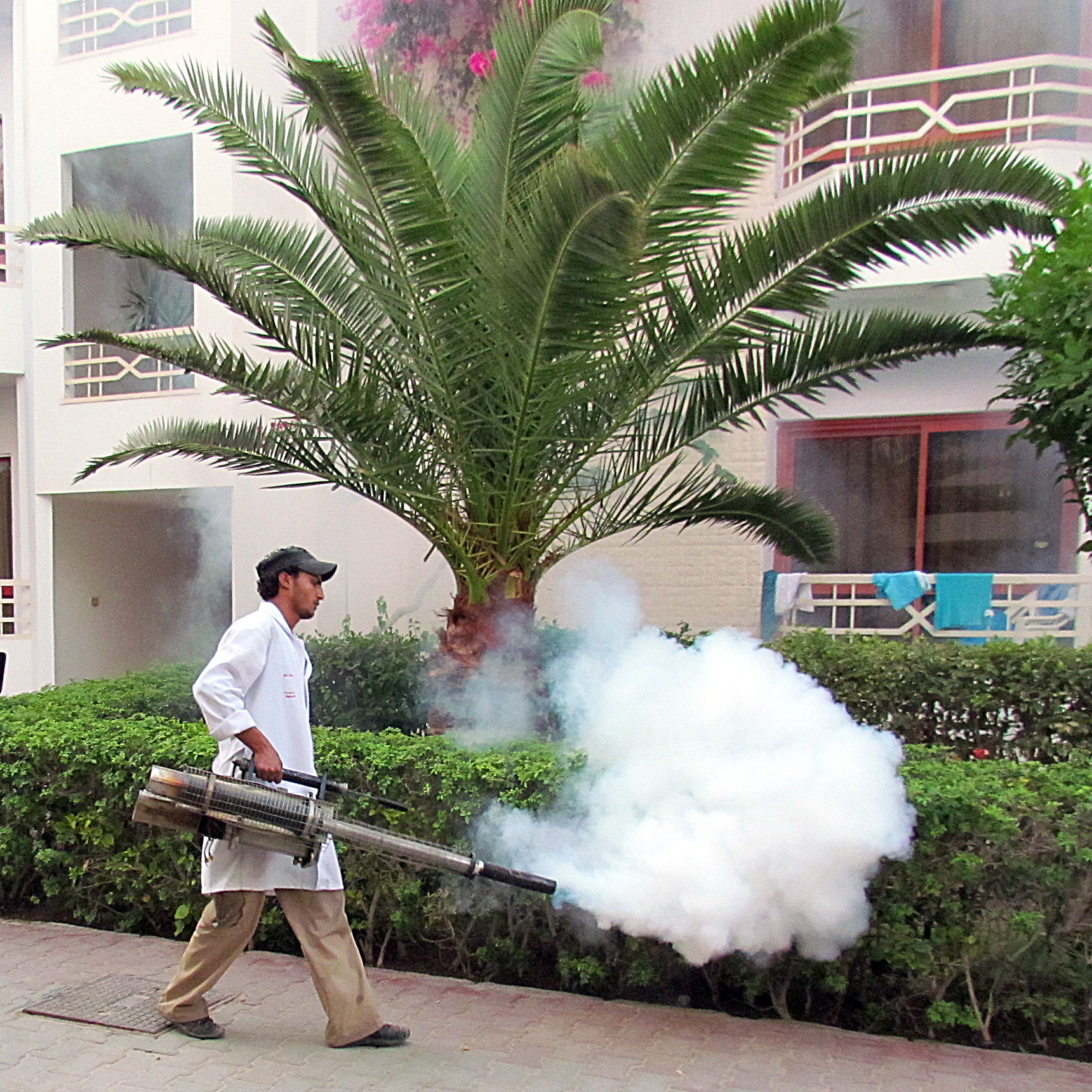
Обработка кустарников аэрозольным генератором в Египте

Аэрозо́льный генера́тор — устройство, вырабатывающее и распыляющее аэрозоли (туманы). В зависимости от состава получаемых аэрозолей он находит применение в сельском хозяйстве, пожаротушении, кондиционировании воздуха.

## Виды аэрозольных генераторов
Все аэрозольные генераторы могут быть разделены на два вида. Механические и термомеханические.

### Механические
Механические аэрозольные генераторы создают дисперсионные аэрозоли. Такие генераторы бывают пневматическими, дисковыми и ультразвуковыми.
- В пневматических генераторах аэрозолеобразующая жидкость распыляется струёй газа поступающей под давлением. Размер получаемых капель регулируется изменением скорости (давления) подаваемого газа.
- Ультразвуковое распыление осуществляется за счёт высокочастотных колебаний, с помощью магнитостриктеров, излучающих поверхностей.
- Дисковые генераторы создают аэрозоль, распыляя аэрозолеобразующую жидкость действием центробежных сил, которые возникают при поступлении её на быстро вращающийся диск. Размер получаемых капель регулируется изменением частоты вращения диска.

### Термомеханические
Термомеханические генераторы создают конденсационные и механические аэрозоли. Обычно они вырабатываются в результате механического дробления аэрозолеобразующей жидкости при её подаче в камеру сгорания воздушно-топливной смеси, последующем испарении, попадании паров в окружающую среду через сопло распыляющего устройства, смешиванием с наружным воздухом, конденсацией, превращением в аэрозоль.
Иногда термомеханические генераторы образуют аэрозоль путём сжигания специальных составов, горящих самостоятельно и без притока воздуха.

## Области применения
- Сельское хозяйство

Получаемые аэрозоли используют для уничтожения вредителей, дезинфекции помещений животноводческих, птицеводческих, тепличных комплексов, в этом случае они содержат соответствующие необходимые компоненты, например, инсектициды. Генераторы, обычно термомеханические.
- Пожаротушение

Получаемые аэрозоли обладают огнетушащими свойствами, а генераторы, как правило, термомеханические, сжигающие специальные, горящие самостоятельно и без притока воздуха, составы.
- Кондиционирование воздуха

Получаемые аэрозоли, для создания требуемых климатических условий, обладают увлажняющими и дезинфицирующими свойствами. Обычно, в этом случае, используют механические генераторы, как дисковые, так и ультразвуковые, и пневматические.